# 泰岳寺

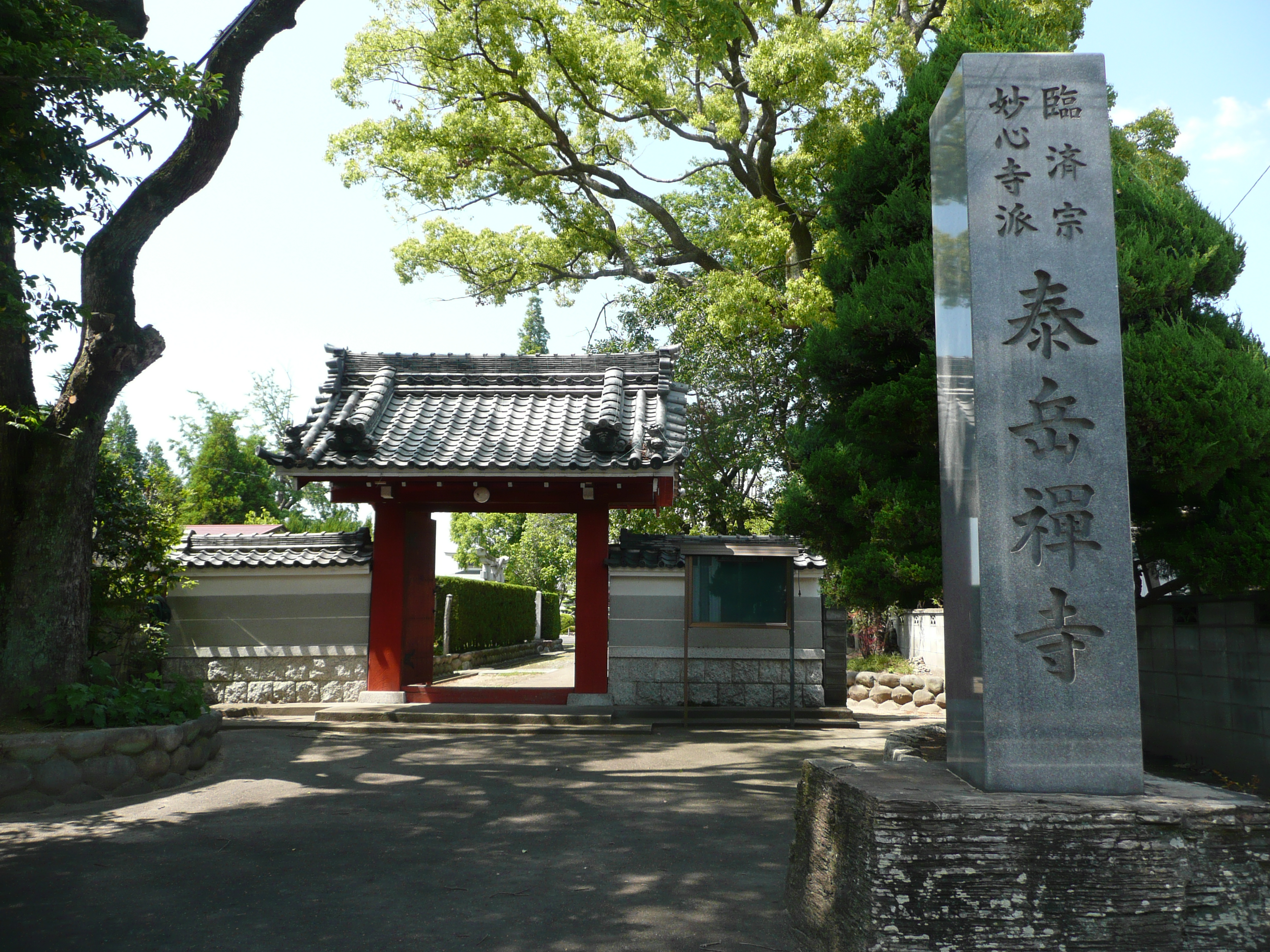
山门（名古屋城三之丸清水口的赤门）

泰岳寺是爱知县春日井市城上町临济宗妙心寺派的寺庙。山号为宝云山。

## 概述
此寺的主像是观世音菩萨。它被选市指定有形文化财产—仁济宗怒的顶相。名古屋城的三之丸清水口红门已被搬迁。现在这里是东春日井第一任市长林锦兵卫的陵墓。

## 历史
文明18 年（ 1486年），该地区强大的贵族，上条城主林重雄（林家第 11 代）邀请来自岐阜县美浓市的仁济宗怒开山。当他是第15代住持樫山宗良时，他接受了名古屋城的红门作为寺庙的大门。现在的正殿建于1986年， 1988年竣工。

## 周边主要建筑
- 庄内川
- 大龙院
- 诹访神社
- 上条城迹
- 吉田城遗址
- 王子制纸春日井工厂

## 交通

### 铁路
- 从JR中央本线春日井站（南口）向南步行约18分钟。
- 名古屋 导轨 巴士导轨 巴士 志见线 从河村站向北步行约20分钟。

### 巴士
- 公共汽车
  - 在“泰岳寺东”巴士站下车，向西步行约1分钟。

## 脚注
1. ↑  . 春日井市. 2011-04-01  [2013-05-27]. （原始内容存档于2014-07-25）.

## 相关项目
- 日本寺庙一览
- 崇禅寺-执事第9代。